# Aloina hamulus
Aloina hamulus är en bladmossart som beskrevs av Brotherus 1902. Aloina hamulus ingår i släktet toffelmossor, och familjen Pottiaceae. Inga underarter finns listade i Catalogue of Life.